# Sisauli
Sisauli is een nagar panchayat (plaats) in het district Muzaffarnagar van de Indiase staat Uttar Pradesh. 

## Demografie
Volgens de Indiase volkstelling van 2001 wonen er 15.171 mensen in Sisauli, waarvan 54% mannelijk en 46% vrouwelijk is. De plaats heeft een alfabetiseringsgraad van 58%. 